# Rio Uatumã
O rio Uatumã é um curso de água, afluente da margem esquerda do rio Amazonas. Tem instalado em seu leito a Usina Hidrelétrica de Balbina. E seu curso navegável em 295 km, até a usina de Balbina. A sua nascente se localiza na divisa dos estados do Amazonas e de Roraima, no maciço das Guianas.
1. ↑  Baldisseri1, D.H. (2005). «AS TRANSFORMAÇÕES ESPACIAIS E OS IMPACTOS AMBIENTAIS NA BACIA DO RIO UATUMÃ – AM, BRASIL» (PDF). Universidade de São Paulo. Anais do Encontro de Geógrafos da América Latina. 10. Consultado em 10 de setembro de 2024